# Pasta
Pasta ili testenina je grupni naziv za sve specijalitete od rezanog ili sušenog testa, pripremljenog od brašna, jaja, soli i vode. Jede se u celom svetu, a pretpostavlja se da joj je kolevka Italija ili Kina. U Bosni i Hercegovini se pogrešno koristi zbirna imenica makaroni u kolokvijalnom jeziku, mada je reč o rezancima ili testenini svih mogućih formi i oblika. Pasta se izvorno jede kuvana u slanoj vodi, a na kraju kuvanja dodaje joj se prethodno pripremljeni sos ili se sos kuva sa testeninom, dok ne bude gotova. Testenina je glavna hrana italijanske kuhinje.
Paste se dele u dve široke kategorije: sušene (pasta secca) i sveže (pasta fresca). Većina sušenih pasta se komercijalno proizvodi postupkom ekstruzije, iako se može proizvoditi kod kuće. Sveže paste se tradicionalno proizvodi ručno, ponekad uz pomoć jednostavnih mašina.
Sušene i sveže testenine dolaze u velikom broju oblika i varijanti, sa 310 specifičnih oblika poznatih pod preko 1.300 dokumentovanih imena. U Italiji, nazivi određenih oblika ili tipova testenina često variraju u zavisnosti od lokaliteta. Na primer, testenina u obliku kavateli poznata je pod 28 različitih naziva u zavisnosti od grada i regiona. Uobičajeni oblici testenine uključuju dugačke i kratke oblike, cevi, ravne oblike ili listove, minijaturne oblike za supu, one koji su namenjeni za punjenje, i specijalne ili ukrasne oblike.
Kao kategorija u italijanskoj kuhinji, sveže i sušene testenine se klasično koriste u jednoj od tri vrste pripremljenih jela: kao pasta asciutta (ili pastasciutta), kuvana testenina se tanjira i servira sa komplementarnim sosom ili začinima; druga klasifikacija jela od testenine je pasta in brodo, u kojoj je testenina deo jela tipa supe. Treća kategorija je pasta al forno, u kojoj se testenina ugrađuje u jelo koje se zatim peče u rerni. Jela od testenina su generalno jednostavna, ali se pojedinačna jela razlikuju u pripremi. Neka jela od testenine se služe kao malo prvo jelo ili za lagani ručak, kao što su salate od testenina. Ostala jela se mogu deliti u većim porcijama i koristiti za večeru. Sosovi za testenine na sličan način mogu da se razlikuju po ukusu, boji i teksturi.
Što se tiče ishrane, kuvana obična testenina sadrži 31% ugljenih hidrata (uglavnom skroba), 6% proteina i malo masti, sa umerenim količinama mangana, ali pasta generalno ima nizak sadržaj mikronutrijenata. Može biti obogaćena, ili napravljena od celih zrna.

## Istorija
U Horacijevim spisima iz 1. veka nove ere, lagana (jednina: laganum) su bili fini listovi prženog testa i bili su svakodnevna namirnica. U pisanju iz 2. veka Atenej iz Naukratisa daje recept za laganu koji pripisuje Hrizipu iz Tijane iz 1. veka: listovi testa napravljeni od pšeničnog brašna i soka zdrobljene zelene salate, a zatim začinjeni začinima i prženi u dubokom ulju. Kuvar iz ranog 5. veka opisuje jelo zvano lagana koje se sastojalo od slojeva testa sa mesnim nadevom, pretka modernih lazanja. Međutim, način kuvanja ovih listova testa ne odgovara našoj modernoj definiciji ni sveže ni suve testenine, koja je imala samo slične osnovne sastojke, a možda i oblik. Prvi konkretni podaci o proizvodima od testenine u Italiji datiraju iz 13. ili 14. veka.
Istoričari su primetili nekoliko leksičkih prekretnica relevantnih za testeninu, od kojih nijedan ne menja ove osnovne karakteristike. Na primer, radovi grčkog lekara Galena iz 2. veka nove ere pominju itrion, homogena jedinjenja napravljena od brašna i vode. Jerusalimski Talmud beleži da je itrijum, neka vrsta kuvanog testa, bio uobičajen u Palestini od 3. do 5. veka nove ere. Rečnik koji je sastavio arapski lekar i leksikograf iz 9. veka Išo bar Ali definiše itriyya, arapski srodnik, kao trakaste rezance napravljene od griza i osušene pre kuvanja. Geografski tekst Muhameda al-Idrisija, sastavljen za normanskog kralja Sicilije Rodžera II 1154. pominje itriju proizvedenu i izvezenu sa Normanske Sicilije:
Zapadno od Terminija nalazi se divno naselje Trabia. Njegovi stalno tekući potoci pokreću brojne mlinove. Ovde se nalaze ogromne zgrade na selu gde se prave ogromne količine itrije koja se izvozi svuda: u Kalabriju, u muslimanske i hrišćanske zemlje. Veoma veliki broj brodova je poslat.
Jedan oblik itriyya sa dugom istorijom je laganum (množina lagana), što se na latinskom odnosi na tanak list testa,, iz čega je nastala italijanska lazanja.
Postoji legenda da je Marko Polo uvozio testeninu iz Kine koja je nastala u časopisu Macaroni Journal, koji je izdalo udruženje prehrambenih industrija sa ciljem da promoviše testeninu u Sjedinjenim Državama. Rustičelo da Piza piše u svojim Putovanjima da je Marko Polo opisao hranu sličnu „lagani“. Džefri Štajngarten tvrdi da su Arapi uveli testeninu u Emiratu Sicilija u devetom veku, pominjući i da su tragovi testenine pronađeni u staroj Grčkoj i da je Džejn Grigson verovala da priča o Marku Polu potiče iz 1920-ih ili 1930-ih u reklami za kanadska kompanija za špagete.
Istoričari hrane procenjuju da se jelo verovatno zadržalo u Italiji kao rezultat ekstenzivne mediteranske trgovine u srednjem veku. Od 13. veka, spominjanja jela od testenina — makarona, raviola, njoka, vermičela — sve češće se pojavljuju širom italijanskog poluostrva. U zbirci zemaljskih priča pisca Bokača iz 14. veka, Dekameron, on prepričava fantaziju o planini parmezana niz koju kuvari testenina kotrljaju makarone i raviole proždrljivcima koji čekaju ispod.
U 14. i 15. veku, sušena testenina postala je popularna zbog lakog skladištenja. Ovo je omogućilo ljudima da čuvaju testeninu na brodovima kada istražuju Novi svet. Vek kasnije, testenina je bila prisutna širom sveta tokom putovanja otkrića.
Iako je paradajz uveden u Italiju u 16. veku i uključen u italijansku kuhinju u 17. veku, opis prvih italijanskih sosova od paradajza datira iz kasnog 18. veka: prvi pisani zapis o testenini sa paradajz sosom može se naći u kuvaru iz 1790. L'Apicio Moderno rimskog kuvara Frančeska Leonardija. Pre nego što je uveden paradajz sos, testenina se jela suva prstima; tečni sos je zahtevao upotrebu viljuške.

### Istorija proizvodnje
Početkom 17. veka, Napulj je imao rudimentarne mašine za proizvodnju testenina, a kasnije je uspostavljena mašina za gnječenje i presa, čime je proizvodnja testenina bila isplativa. Godine 1740, u Veneciji je izdata dozvola za prvu fabriku testenina. Tokom 1800-ih, vodeni i kameni mlinovi su korišćeni za odvajanje krupice od mekinja, što je dovelo do širenja tržišta testenina. Godine 1859, Josef Topits (1824−1876) osnovao je prvu ugarsku fabriku testenina, u gradu Pešti, koja je radila sa parnim mašinama; bila je jedna od prvih fabrika testenina u srednjoj Evropi. Do 1867. godine, kompanija Bujtoni u Sansepolkrou, Toskana, bila je poznati proizvođač testenina. Tokom ranih 1900-ih, procesi veštačkog sušenja i ekstruzije |year=1983}} omogućili su veću raznovrsnost pripreme testenina i veće količine za izvoz, čime je započeo period nazvan „Industrija testenina“. Godine 1884, osnovana je fabrika braće Zatka u Boršovu nad Vltavom, što je bila prva fabrika testenina u Češkoj.

### U savremeno doba
Umetnost pravljenja testenina i posvećenost hrani u celini evoluirala je otkako je testenina prvi put konceptualizovana. Godine 2008. procenjeno je da Italijani pojedu preko 27 kg (60 lb) testenina po osobi, godišnje, lako nadmašujući Amerikance, koji su konzumirali oko  9 kg (20 lb) po osobi. Testenina je toliko omiljena u Italiji da individualna potrošnja premašuje prosečnu proizvodnju pšenice u zemlji; tako Italija često uvozi pšenicu za pravljenje testenina. U savremenom društvu, testenina je sveprisutna i postoji niz vrsta u lokalnim supermarketima, u mnogim zemljama. Sa svetskom potražnjom za ovom osnovnom hranom, testenina se sada uglavnom masovno proizvodi u fabrikama i samo mali deo se pravi ručno.

## Literatura
- Serventi, Silvano; Sabban, Françoise (2002). Pasta: the Story of a Universal Food. New York: Columbia University Press. ISBN 0231124422.

## Spoljašnje veze
Mediji vezani za članak Pasta na Vikimedijinoj ostavi